# Герой (фильм, 2019)
«Герой» — российский шпионский триллер режиссёра Карена Оганесяна. В главных ролях: Александр Петров, Светлана Ходченкова, Владимир Машков и Константин Лавроненко. Фильм вышел в широкий прокат 26 сентября 2019 года.

## Сюжет
15 лет назад Андрей Родин прошёл обучение в спецшколе Службы внешней разведки, где из подростков готовили агентов, предназначенных для длительного глубокого внедрения.
В начале 2000-х проект «Юность» был закрыт, его основатель, отец Андрея, погиб. Главный герой много лет живёт в Вене, работает в магазинчике спорттоваров и уже не вспоминает о России. Но однажды он снимает трубку телефона и слышит знакомый с детства голос. Отец сообщает Андрею, что на воспитанников «Юности» началась охота, их пытаются выявить и уничтожить неизвестные спецслужбы. Остается только бежать.
Андрею предстоит не просто выжить, но и вновь найти отца. На помощь главному герою приходит его первая любовь, Мария Рахманова, у которой во всём происходящем тоже есть свой интерес. И Андрей, пытаясь помочь и отцу, и Марии, всё глубже втягивается в шпионские игры, даже не представляя себе истинных их масштабов, не зная, кто здесь главные игроки и на чьей стороне они играют, понятия не имея, что именно поставлено на карту, а главное — во имя чего.

## В ролях
- Владимир Машков — Олег Родин, бывший полковник СВР, куратор разведшколы «Юность»
- Александр Петров — Андрей Родин, его сын, воспитанник «Юности», мнемоник
- Светлана Ходченкова — Мария Рахманова, воспитанница «Юности», первая любовь Андрея
- Константин Лавроненко — Максим Михайлович Катаев, генерал СВР, «бывший друг» Родина-старшего
- Марина Петренко — Марина Зотова, оперативный сотрудник из штаб-квартиры СВР в Москве
- Анастасия Тодореску — Хелена Бюргер, агент СВР в Германии
- Артём Григорьев — агент СВР в Германии
- Тобиас Аспелин (озвучил Адам Маскин) — Марк Польсен, богатый коммерсант из США
- Ян Алабушев — Андрей Родин в детстве